# Port Credit
Port Credit è un villaggio canadese situato all'interno della città di Mississauga, nell'Ontario, si trova alla foce del fiume Port Credit, sulla sponda nord del lago Ontario. All'inizio del 2001 la cittadina contava 10.260 abitanti.
Questo paesino è noto per avere dato i natali alla serial killer Karla Homolka.